# Юсубов, Ренат Гарнаевич
Ренат Гарнаевич Юсубов (род. 3 декабря 1984 года, Махачкала, Дагестанская АССР) — Мастер спорта России по Тайскому Боксу и Кикбоксингу в разделе К-1. Двукратный чемпион кубка России по Тайскому боксу (2005, 2006), чемпион России по К-1 (2007), победитель международных и Всероссийских турниров. Тренер по ударной технике в команде «КНК», которая базируется в Бахрейне, также тренирует сборную Королевства Бахрейн по ММА.

## Биография
Родился 3 декабря 1984 года в городе Махачкала, Дагестанская АССР. По национальности цахур. Родом из села Кальял Рутульского района. Окончил школу № 10 города Махачкалы в 2001 году, после окончания школы поступил в Дагестанский государственный педагогический университет на факультет истории и права, который окончил в 2006 году.
С 1999 начал заниматься Тайским боксом в Спортивном клубе «Скорпион» под руководством первого Заслуженного мастера спорта и Заслуженного тренера России Абдулнасыра Меджидова, который является воспитанником Заслуженного тренера России Зайналбека Зайналбекова.. Младший брат: Руслан — также кикбоксер и тайбоксёр.
В настоящее время проживает в Королевстве Бахрейн, город Манама. Женат, воспитывает трёх сыновей.

## Спортивные достижения
- Двукратный чемпион кубка России по Тайскому боксу (2005 году в г. Кстово (Нижегородская область) и 2006 год в городе Сочи[5])
- Чемпион России по К-1 (2007 год в городе Петушки Владимирской области)
- Победитель международных и Всероссийских турниров.
- Призёр Чемпионата России по тайскому боксу (2004 год в городе Кемерово, 2005 год в г. Арзамас, Нижегородская область)

## Тренерская карьера
Ренат Гарнаевич один из первых тренеров в городе Махачкала, который начал помогать бойцам смешанного стиля в усовершенствовании ударной техники. С 2011 года начал тренировать в секции Тайского бокса в родном ему клубе «Скорпион» и в клубе «Шафран» и вырастил не мало перспективных бойцов.[значимость факта?]

С 2013 по 2015 год Ренат, по совместительству со своей группой Тайского бокса, начал помогать и тренировать ударную технику группу Хабиба Нурмагомедова, в которой, помимо самого Хабиба, занимались и Ислам Махачев, Ислам Мамедов, Абубакр Нурмагомедов, Умар Нурмагомедов, Гаджи Рабаданов, Мурад Мачаев, Сайгид Изихмаев и многие другие.[значимость факта?]
А также Юсубов помогал в подготовке к боям таких звёзд ММА и К-1, как: Юсуп Саадулаев, Марат Гафуров, Магомед Мустафаев, Ахмет Алиев, Мовлидин Хайбулаев, Джабар Аскеров, Мурад Махачев и другим.[значимость факта?]
С 2015 года тренирует сборную Королевства Бахрейна по ММА. Президентом и руководителем которой является сын Короля Бахрейна Шейх Халид Бин Халифа.
За 5 лет работы сборная Бахрейна вышла на новый уровень в смешанных единоборствах. В 2019 году на чемпионате мира по ММА (Immaf), который проходил в Бахрейне, сборная Бахрейна заняла второе общекомандное место, уступив только России, а в 2018 году на чемпионате мира заняла третье место, уступив России и Ирландии.
В общем зачёте за 2019 год сборная Бахрейна стала лучшей командой в мире.
Так же Ренат Юсубов помогал готовить Принца Халида Бин Халифа к трём поединкам по ММА и боксу, где тот одержал победу.[значимость факта?]

## Социальные сети
- Instagram: renat_abu_ahmad
- YouTube: Renat Iusubov